# Tydzień z życia mężczyzny
Tydzień z życia mężczyzny – polski film obyczajowy w reżyserii Jerzego Stuhra z 1999 roku.

## Opis fabuły
Adam Borowski jest znanym i cenionym prokuratorem, pewnego dnia dowiaduje się, że jego matka jest nieuleczalnie chora. Jedyną szansą na utrzymanie jej przy życiu jest droga operacja.

## Obsada aktorska
- Jerzy Stuhr − jako prokurator Adam Borowski
- Gosia Dobrowolska − jako Anna Borowska
- Danuta Szaflarska − jako matka Adama
- Ewa Skibińska − jako Marta, kochanka Adama
- Krzysztof Stroiński − jako Oleś, przyjaciel Adama
- Jacek Romanowski − jako Mizoń, dyrektor domu dziecka, przyjaciel Adama
- Maciej Niesiołowski − jako dyrygent chóru
- Janusz Michałowski − jako Wojciech Marzycki, psychiatra
- Anna Samusionek − jako fałszywa dziennikarka
- Jerzy Łapiński − jako sprzedający dom
- Katarzyna Bargiełowska − jako wychowawczyni w domu dziecka
- Dominik Bąk − jako Andrzej Kon, matkobójca
- Jacek Kałucki − jako obrońca skinów
- Maria Maj − jako sędzia prowadząca rozprawę skinów
- Barbara Kurzaj − jako dzieciobójczyni
- Sławomir Holland − jako obrońca skinów
- Iwona Schymalla − jako dziennikarka
- Jolanta Fajkowska − jako dziennikarka
- Agnieszka Dygant − jako dziennikarka

## Produkcja
Zdjęcia do filmu powstały w Warszawie i Poznaniu.